# Thymus flabellatus
Thymus flabellatus — вид рослин родини глухокропивові (Lamiaceae), ендемік Іраку.

## Опис
Сильно розгалужений напівчагарничок. Розгалуження стовбурців до 3 мм в діаметрі. Квітконосні гілки ≈ 3–5 см заввишки, густо запушені відстовбурченими дрібними (≈ 0.2 мм довжиною) волосками. Стеблові листки, здебільшого, еліптичні, 5.5–9 × 2.5–6 мм, з клиноподібною основою, яка переходить у дуже короткий чітко виражений черешок; на верхівці більш-менш загострені, на краю біля основи з нечисленними малопомітними війками ≈ 0.5–0.7 мм довжиною, на поверхні з обох сторін коротко волосисті; бічні жилки — дві пари, але вони не з'єднуються з головною жилкою, а проходять спільно з нею в черешок (своєрідний віяловий тип жилкування, не помічений в жодного іншого виду чебреців); точкові залозки великуваті, помітні.
Суцвіття головчасте; приквітки лінійно-ланцетні, війчасті, коротші від квітконіжок; квітконіжки 2–4 мм довжиною, коротко волосисті; чашечка трубчасто-дзвонові, 4–5 мм довжиною, кругом коротко волосиста з більш довгими й густими волосками на нижчій стороні; зубчики верхньої губи чашечки ланцетні, досить тонко загострені, на краю густо дрібно щетинисті й, мабуть, з одиничними короткими війками; віночок трохи довший за чашечку, лілуватий. Горішки яйцюваті, ≈ 1.1 мм довжиною, 0.7 мм в поперечному діаметрі, коричневі. Цвіте VII–VIII.

## Поширення
Ендемік Іраку.